# Nagynyárád
Nagynyárád (deutsch: Großnaarad, kroatisch: Veliki Narad) ist eine ungarische Gemeinde im Kreis Mohács im Komitat Baranya (Branau).

## Lage und Umgebung
Größere Orte in der Umgebung sind Bóly, Mohács und Villány. Zur Donau und zur kroatischen Grenze sind es nur wenige Kilometer. Im 5 km entfernten Sátorhely befindet sich die Gedenkstätte der Schlacht bei Mohács.

## Partnerschaften
- Seigertshausen, Deutschland

## Geschichte
Die Gemeinde wurde bis zum 18. Jahrhundert vorwiegend von Slawen bewohnt, bis die von Maria Theresia eingesiedelten Deutschen (Donauschwaben) sie allmählich verdrängten.
Die Einwohner der Gemeinde waren und sind zum Großteil katholisch.
Zwischen 1946 und 1948 wurden 330 Personen erst in die westliche, dann in die östliche Besatzungszone Deutschlands ausgesiedelt. Obwohl die meisten aus Ost-Deutschland nach Großnaarad zurückkehrten, mussten sie alles neu anfangen, da ihre Häuser mit all ihrem Gut von den ungarischen Behörden an Siedler aus Ungarn und Felvidék (heute Slowakei) übergeben wurden.

## Bevölkerung
Großnaarad bewahrt bis heute sein Deutschtum, obwohl das Dorf von der Deportierung nach dem Zweiten Weltkrieg nicht verschont blieb. Nach Angaben der örtlichen deutschen Selbstverwaltung sind ca. 60 % der Einwohner deutsch oder deutschstämmig. Bei der Volkszählung 2011 bezeichneten sich in Nagynyárád 639 Personen als ethnische Ungarn, 320 als Deutsche, 34 als Kroaten und 15 als Roma (cigány - romani, beás).

## Brauchtum und Veranstaltungen
Noch heute wird in den Weinbergen traditionell Wein hergestellt. Die meisten Familien, die das Dorf bewohnen, besitzen einen Weinkeller in den Weinbergen. Dort wird der Wein in großen Holzfässern aufbewahrt und gekühlt.
Bekannt ist die Gemeinde heute vor allem für die Martinkirmes und das Blaufärberfestival. Während letzteres jedes Jahr, am letzten Juliwochenende stattfindet, wird die Martinkirmes nur jedes zweite Jahr, am Wochenende um den 11. November veranstaltet.
Die Martinkirmes ist ein Fest des örtlichen Deutschtums, das an diesem Tag das Ende der Herbsternte feiert. Zu diesem Anlass wird am Samstag von den Frauen des Dorfes ein ca. 10 Meter hoher Kirmesbaum mit Herbstblumen geschmückt, der am Sonntag in einem Trachtenzug zum Gemeindehaus getragen und aufgestellt wird. Danach folgt ein Tanzfest.
Die Hauptanziehungskraft der Gemeinde ist die Blaufärberwerkstatt von János(Johann) Sárdi. In seiner Werkstatt können die Besucher auch den Prozess des Färbens und die alten Werkzeuge des Meisters bewundern. Die angefertigten Stoffe sind auch zu kaufen. Johann Sárdi ist in Ungarn, aber auch im Ausland ein anerkannter Blaufärber, deshalb kam die Idee für das Blaufärberfestival. Während des dreitägigen Festivals finden verschiedene Veranstaltungen statt: Blaufärber- und Kunsthandwerkausstellung, Folklorevorstellungen, Kunsthandwerkermarkt, Tanzfest. Da das Festival im Hochsommer stattfindet, können die Besucher auch die Keller der heimischen Winzer besuchen und an Weinproben teilnehmen.